# Zima (město)
Zima (rusky Зима) je město v Irkutské oblasti v Ruské federaci. Při sčítání lidu v roce 2010 měla přes dvaatřicet tisíc obyvatel.

## Poloha a doprava
Zima leží na řece Oce, přítoku Angary, nedaleko od místa, kde se do ní vlévá řeka Zima. Od Irkutsku, správního střediska oblasti, je Zima vzdálena přibližně 220 kilometrů severozápadně.
Přes Zimu vede Transsibiřská magistrála, která zde na svém 4943. kilometru překračuje Oku. Kromě toho vede přes Zimu i dálnice R255 Sibiř z Novosibirsku do Irkutsku, která je součástí dálkového silničního spojení z Moskvy do Vladivostoku.

## Dějiny
Zima vznikla jako malá vesnice v roce 1743. Po výstavbě Transsibiřské magistrály v roce 1898 se začala rozšiřovat zpočátku jako středisko dřevozpracujícího průmyslu. V roce 1922 se stala městem.

### Rodáci
- Nikolaj Grigorjevič Ljaščenko (1910–2000), generál
- Jevgenij Alexandrovič Jevtušenko (1932–2017), spisovatel